# Tomasz Głażewski
Tomasz Jan Głażewski (ur. 14 lipca 1963 w Olsztynie) – polski samorządowiec, w latach 2008–2009 pełniący funkcję prezydenta Olsztyna.

## Życiorys
Ukończył studia z zakresu ogrodnictwa na Akademii Rolniczo-Technicznej. Zajmował się krótko prowadzeniem sadu, później zaczął pracować jako informatyk. Od lat 90. zajmował stanowiska specjalisty i dyrektora w spółce działającej w branży komputerowej.
W 2001 należał do założycieli Platformy Obywatelskiej w województwie warmińsko-mazurskim, w latach 2006–2010 pełnił funkcję przewodniczącego olsztyńskich struktur tej partii.
W wyborach samorządowych został radnym olszyńskiej rady miasta. Z mandatu zrezygnował kilka tygodni później w związku z powołaniem na urząd I zastępcy prezydenta, odpowiedzialnego m.in. za sferę komunalną. Od marca 2008 po zastosowaniu wobec Czesława Małkowskiego tymczasowego aresztowania, a następnie sądowego zakazu zajmowania stanowiska, nieformalnie pełnił obowiązki prezydenta jako pierwszy z zastępców. Po odwołaniu Czesława Małkowskiego w referendum lokalnym 21 listopada tego samego roku oficjalnie został pełniącym funkcję prezydenta Olsztyna (do czasu zaprzysiężenia nowego prezydenta). W 2014 powrócił do rady miast z ramienia PO. W 2016 opuścił Platformę Obywatelską, przystępując do Nowoczesnej. W 2018 i 2024 utrzymywał mandat radnego na kolejne kadencje.